# اس‌اس فلایندربرگ (۱۹۳۰)
اس‌اس فلایندربرگ (۱۹۳۰) (به انگلیسی: SS Flynderborg (1930)) یک زیردریایی است. این زیردریایی در سال ۱۹۳۰ ساخته شد.